# Ledemaatknop

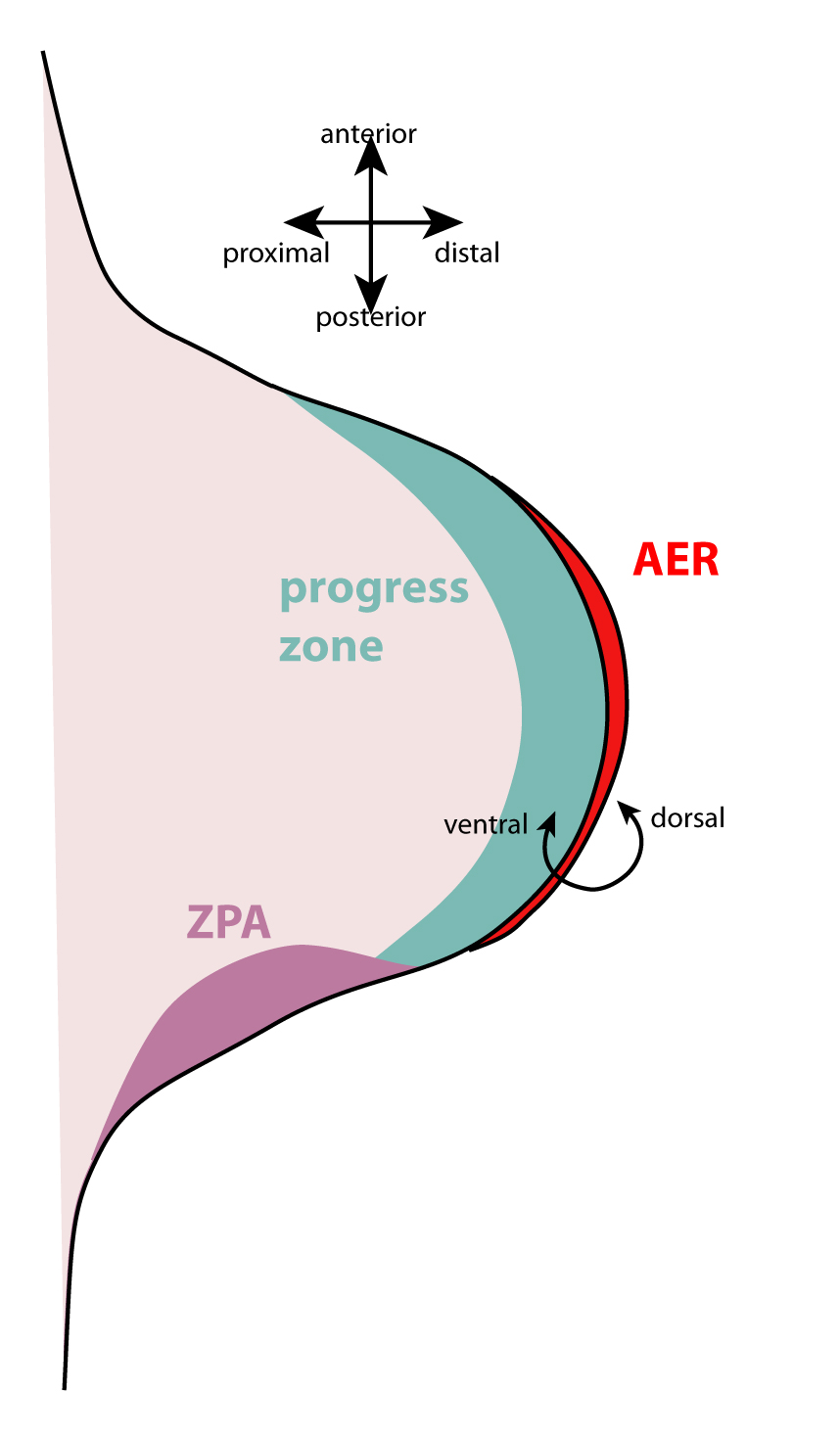
De apicale ectodermale rand is een gebied met verdikt epitheel aan het meest distale uiteinde van de ledemaatknop. De zone van polariserende activiteit (ZPA) bevindt zich aan het achterste deel van de ledemaatknop.

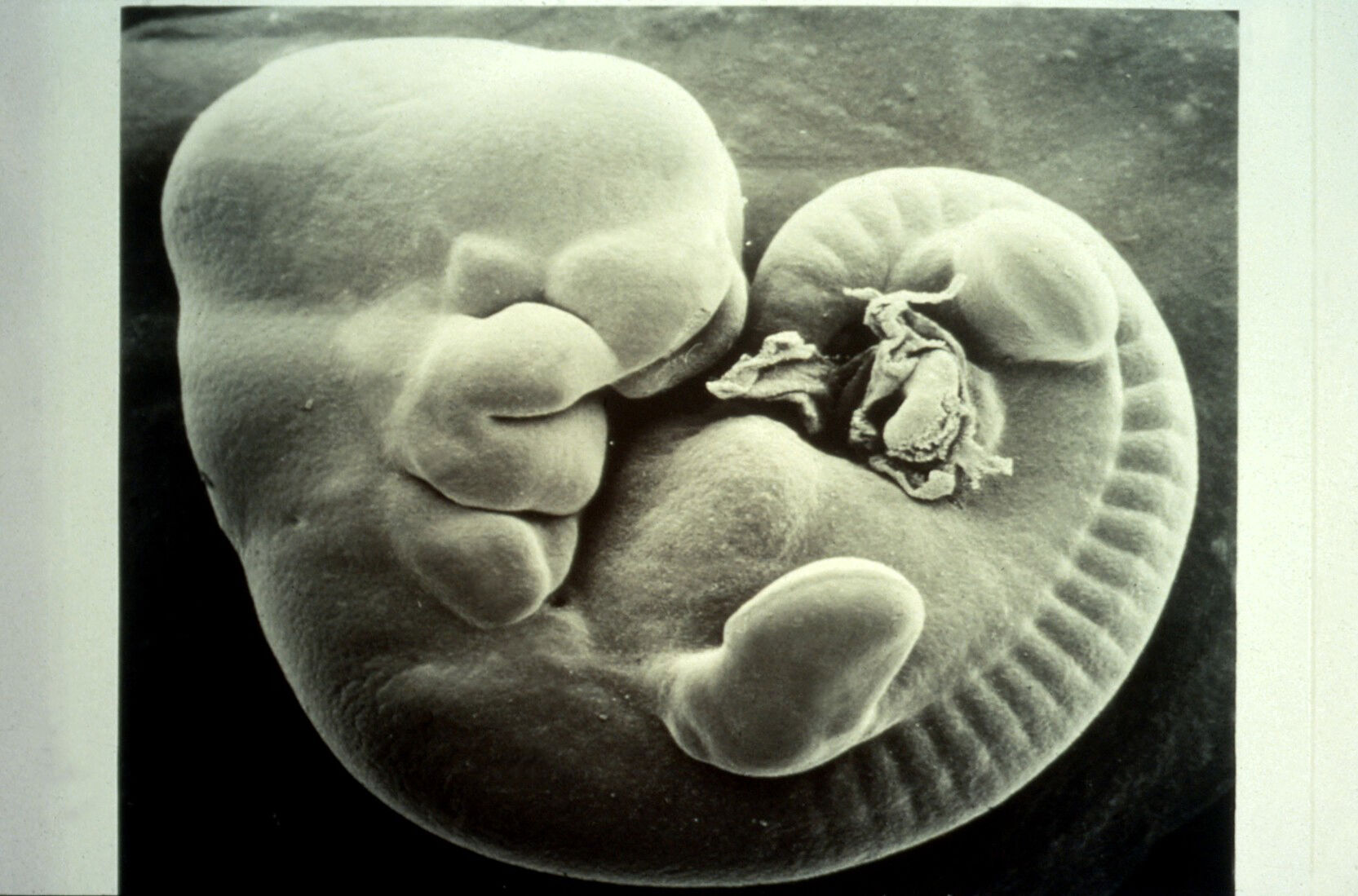
Scanning elektronenmicroscoopafbeelding van een 11,5 dagen oude muizenfoetus met ledemaatknoppen, somieten en kieuwbogen. De kruin-stuitlengte is ongeveer 9,5 mm.

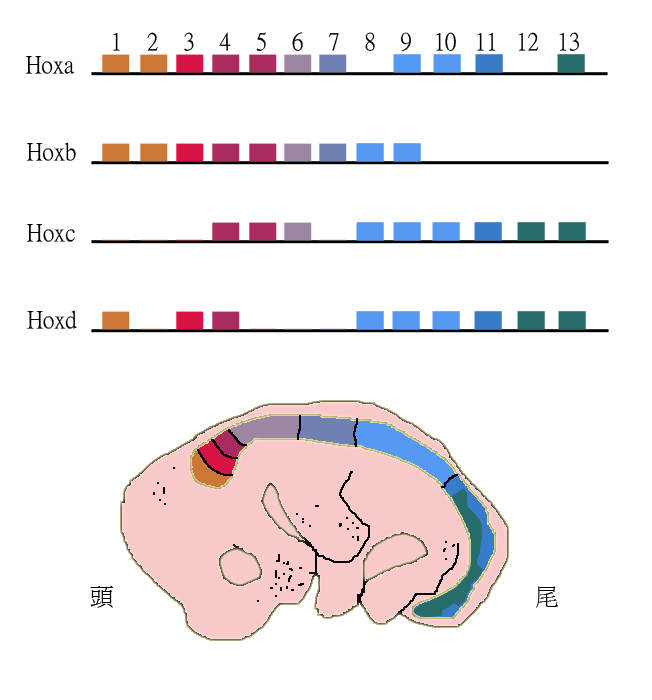
De expressie van Hox-genen bij een muizenembryo

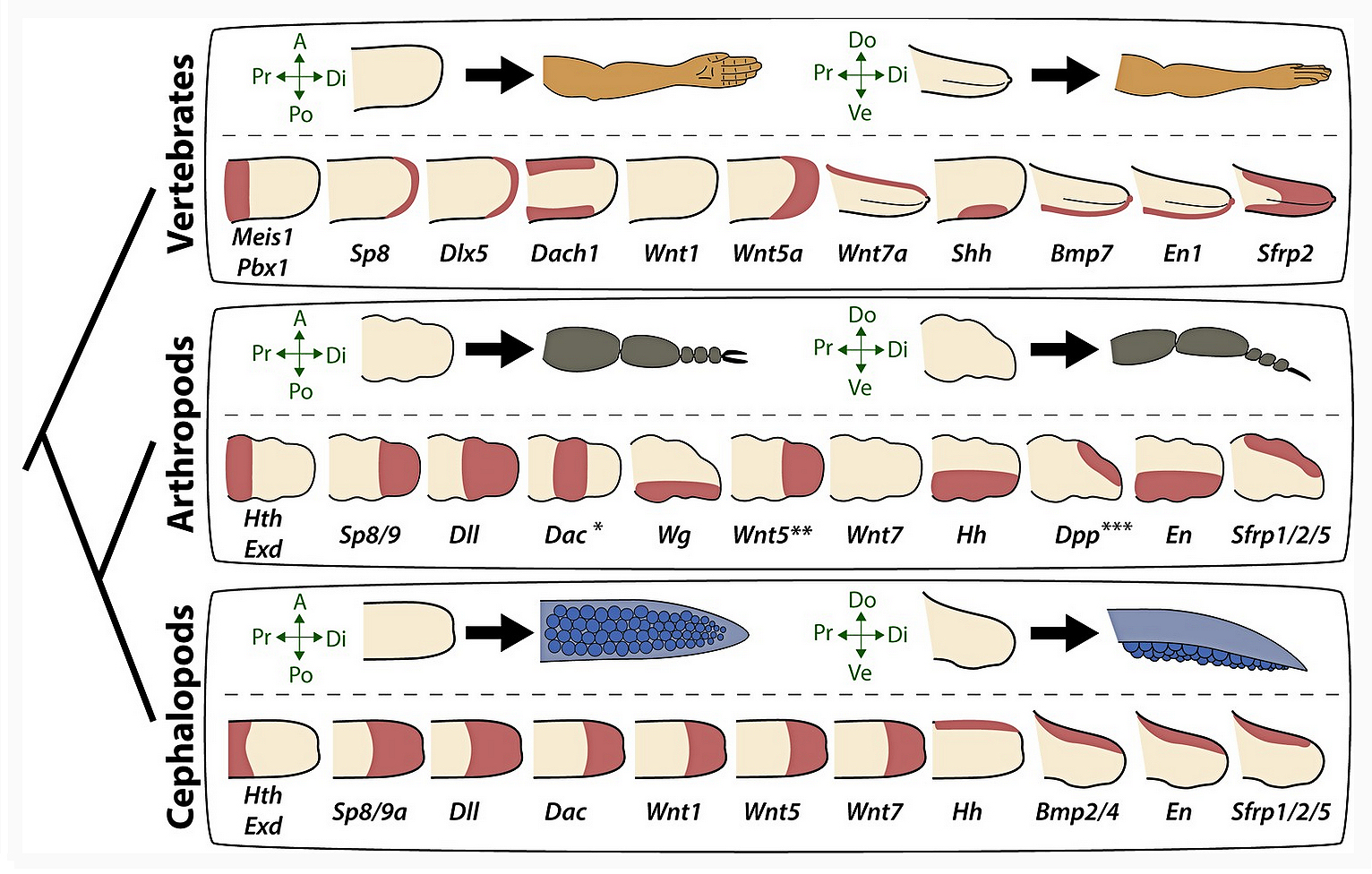
Moleculaire patroonvorming van de anteroposterieure, proximodistale en dorsoventrale assen van zich ontwikkelende ledematen bij gewervelde dieren, geleedpotigen en koppotigen

De ledemaatknop is een structuur die vroeg in de embryonale ontwikkeling van de ledematen van dieren wordt gevormd als gevolg van interacties tussen het ectoderm en het onderliggende mesoderm.
Poten, vleugels, vinnen en tentakels zijn slechts enkele voorbeelden van de grote verscheidenheid aan ledematen van dieren. Ondanks opvallende verschillen in vorm en functie, ontwikkelen alle ledematen zich in embryo's met behulp van vergelijkbare fundamentele processen, zoals het produceren van een uitgroei van het lichaam en het plaatsen van structuren zoals vingers, veren of zuignappen op de juiste posities. Dieren hebben dit probleem meerdere keren opgelost in de geschiedenis van het leven op aarde, doordat dieren met ledematen op veel verschillende momenten zijn ontstaan uit voorouders zonder ledematen. Het is echter niet duidelijk of dezelfde genetische instructies de zich ontwikkelende ledematen van alle soorten vormgeven.
Soorten met ledematen vallen onder drie hoofdgroepen van dieren:
- Geleedpotigen, zoals insecten en schaaldieren;
- Gewervelde dieren, zoals amfibieën, reptielen en zoogdieren;
- Koppotigen, waartoe pijlinktvissen, zeekatten en octopussen behoren.

De ledematen van gewervelde dieren en insecten ontwikkelen zich volgens een vergelijkbaar moleculair recept.
In de ontwikkeling van het menselijke embryo verschijnt de bovenste ledemaatknop in de derde week en de onderste ledemaatknop vier dagen later gerekend vanaf de bevruchting.
De ledemaatknop bestaat uit ongedifferentieerde mesodermcellen die omhuld zijn door ectoderm. Als gevolg van celsignaleringsinteracties tussen het ectoderm en de onderliggende mesodermcellen, vindt de vorming van de zich ontwikkelende ledemaatknop plaats wanneer mesenchymcellen van het laterale plaatmesoderm en somieten beginnen te prolifereren tot het punt waarop ze een uitstulping onder de ectodermale cellen erboven vormen. De mesodermcellen in de ledemaatknop die afkomstig zijn van het laterale plaatmesoderm, zullen uiteindelijk differentiëren tot de bindweefsels van de zich ontwikkelende ledemaat, zoals kraakbeen, botweefsel en pees. Bovendien zullen de mesodermcellen die uit de somieten komen uiteindelijk differentiëren tot de myogene cellen van de ledemaatspieren.
De mesodermcellen op de laterale plaat scheiden een fibroblastgroeifactor af (vermoedelijk FGF7 en FGF10) om het bovenliggende ectoderm ertoe aan te zetten de apicale ectodermale rand (AER) te vormen. De positie van FGF10-expressie wordt gereguleerd door Wnt8c in de achterste en Wnt2b in de voorste ledematen. De apicale ectodermale rand (AER) is een structuur die ontstaat uit de ectodermcellen aan het distale uiteinde van elke ledematenknop en fungeert als een belangrijk signaalcentrum om een goede ontwikkeling van een ledemaat te garanderen. Nadat de ledemaatknop AER-vorming heeft geïnduceerd, blijven de AER en het ledemaatmesenchym – inclusief de zone van polariserende activiteit (ZPA) – met elkaar communiceren om verdere ontwikkeling van de ledematen te sturen. Deze signaalcentra zijn cruciaal voor de juiste vorming van een ledemaat die correct is georiënteerd met zijn overeenkomstige axiale polariteit in het zich ontwikkelende organisme. Onderzoek heeft gevonden dat het AER-signaalgebied binnen de ledemaatknop de proximaal-distale asvorming van de ledemaat bepaalt met behulp van FGF-signalen. ZPA-signalering stelt de anterieur-posterieure asvorming van de ledemaat vast met behulp van Shh-signalen. Bovendien, hoewel niet bekend als een specifiek signaalgebied zoals AER en ZPA, wordt de dorsaal-ventrale as vastgesteld in de ledemaatknop door de competitieve Wnt7a- en BMP-signalen die respectievelijk het dorsale ectoderm en het ventrale ectoderm gebruiken. Omdat al deze signaalsystemen elkaars activiteit wederzijds ondersteunen, verloopt de ontwikkeling van de ledematen in principe autonoom nadat deze signaalgebieden zijn ontstaan.

## Positie en vorming
De Hoxgenen, die kenmerken langs de anterieure-posterieure as van een zich ontwikkelend organisme definiëren, bepalen op welke punten langs de as ledemaatknoppen zich zullen vormen. Hoewel ledematen bij verschillende soorten op verschillende locaties ontstaan, correleren hun posities altijd met het niveau van Hox-genexpressie langs de anterieure-posterieure as. Alle ledemaatknoppen moeten ook vertrouwen op andere signaalfactoren om hun voor- of achterpootidentiteit te verkrijgen; Hox-genexpressie beïnvloedt de expressie van T-box-eiwitten die op hun beurt de ledemaatidentiteit voor bepaalde organismen bepalen.
Op hun beurt activeert de activering van T-box-eiwit signaalcascades die de Wnt-signaalroute en FGF-signalen betrekken. Voordat de ontwikkeling van ledematen begint, initiëren T-box-eiwitten de FGF10-expressie in de prolifererende mesenchymcellen van het laterale plaatmesoderm, die het ledemaatknopmesoderm vormen. Wnt2b en Wnt8c stabiliseren deze FGF10-expressie in respectievelijk de voor- en achterpoot. Deze FGF10-expressie stimuleert de Wnt3-expressie in de bovenstaande ectodermale cellen, wat resulteert in de vorming van de apicale ectodermale rand en het induceren van FGF8-expressie.De FGF8 die door de AER wordt afgescheiden, zorgt ervoor dat de cellen van het ledemaatmesenchym in een mitotisch actieve toestand blijven en hun productie van FGF10 in stand houdt. Een positieve feedbacklus tussen de ledemaatmesenchymale cellen en de AER zorgt voor de voortdurende groei en ontwikkeling van de hele ledemaat.

## Relatie tussen hox-genexpressie en ledemaatpatroon
Binnen de ledemaatknop varieert de expressie van specifieke Hox-genen als functie van de positie langs de anterieure-posterieure as. De Hox-genen zijn gekoppeld in vier chromosomale clusters: Hoxa, Hoxb, Hoxc en Hoxd. Hun fysieke positie op het chromosoom correleert met de tijd en plaats van expressie. Dit wordt ondersteund door de kennis dat Hox-genexpressie wordt geïnitieerd tijdens gastrulatie in paraxial mesoderm door FGF-signalering die de primitieve somitische mesodermcellen op verschillende tijdstippen beïnvloedt, afhankelijk van hun axiale locatie tijdens de ontwikkeling van het organisme - en wordt nog verder gespecificeerd met andere anterieure-posterieure assignalen (zoals retinezuur). Aanvullend bewijs voor de rol die Hox-genen spelen in de ontwikkeling van ledematen werd gevonden toen onderzoekers Hox-genexpressies in zebravissen beïnvloedden door retinezuur toe te voegen tijdens de gastrulatie. Dit experiment resulteerde in een duplicatie van ledematen. Hoewel een teveel aan retinoïnezuur de patronen in de ledematen kan veranderen door ectopische (buiten de normale plaats) activering van de Shh-expressie, hebben genetische studies bij muizen die de retinoïnezuursynthese uitschakelen aangetoond dat retinezuur niet nodig is voor de patronen in de ledematen.

## Remipedia
De Remipedia zijn kleurloze en oogloze grotdieren die een lichaamslengte bereiken van 9 tot 45 millimeter. Het lichaam is verdeeld in een hoofd en een torso, waarbij de torso uit een groot aantal segmenten bestaat (16 tot 38 bij de bekende soort). Deze rompsegmenten zijn allemaal voorzien van identieke dubbelvertakte zwempoten, waarbij de twee takken (endopodiet en exopodiet, zie ook gespleten bot) ongeveer even lang zijn, de ledematen nemen in lengte af naar het achtereinde toe. Ledematenknoppen op de achterste segmenten, zelfs bij geslachtsrijpe dieren, geven aan dat de dieren bij elke vervelling segmenten winnen, zelfs na geslachtsrijpheid.

## Ribeiroia ondatrae
Ribeiroia ondatrae is een parasiet van het geslacht Ribeiroia, waarvan wordt aangenomen dat deze verantwoordelijk is voor veel van de recente toename van misvormingen van ledematen bij amfibieën, vooral ontbrekende, misvormde en extra achterpoten.
Uit onderzoek is gebleken dat in met R. ondatrae geïnfecteerde gebieden de populatie misvormingen van de ledematen van amfibieën veel groter was dan in populaties waarin deze zuigworm niet aanwezig was. Elke onderzochte soort vertoonde variabele resultaten. Er werd bijvoorbeeld gevonden dat amfibieën van de soorten Pseudacris regilla, Rana aurora en Taricha torosa fysiek een grotere frequentie vertonen in het aantal afwijkingen.
Het exacte mechanisme van de vervorming is niet vastgesteld, maar er wordt getheoretiseerd dat de vervorming het gevolg is van mechanische breuk van cellen die betrokken zijn bij de vorming van ledemaatknoppen tijdens het larvale stadium van amfibieën.